# Cylindrotheca (Kieselalgen)

C. closterium, lebende Zelle (Nordsee, Helgoland Roads, März 2010)

Cylindrotheca ist eine Gattung von Kieselalgen.
Die Gattung wurde 1859 von Gottlob Ludwig Rabenhorst monotypisch auf der Grundlage der Art Cylindrotheca gerstenbergeri aufgestellt. Diese Art wurde später von Grunow (in Van Heurck, 1880-1883) als Cylindrotheca gracilis bezeichnet, nachdem die bereits 1839 von Christian Gottfried Ehrenberg beschriebene Art Ceratoneis gracilis ebenfalls in die Gattung Cylindrotheca reklassifiziert wurde.

## Beschreibung
Die Zellen der Gattung Cylindrotheca haben schmale, flache, gut getrennte, rippenartige Fibulae.
Die Gattung war lange nur selten aus Feldsammlungen bekannt (Hustedt, 1928), da ihre empfindliche Wandstruktur durch die die normalerweise bei der Präparation der Frusteln übliche starke Säurebehandlung zerstört wird. Sie muss entweder in frischen Proben (Hustedt, 1930) oder in veraschtem (eingeäschertem) Material gesucht werden.
In den frühen 1960er Jahren zeigte sich bei Untersuchungen mit dem Elektronenmikroskop an einigen empfindlichen marinen Kieselalgen aus Watt, Sand und Plankton, dass die Gattung Cylindrotheca mehr als eine Art umfasst, und dass auch die bekannte Art Nitschia closterium offenbar zu dieser Gattung gehört.
Cylindrotheca gracilis lebt im Süß- und Brackwasser, die Zellen sind 70 bis 150 µm lang.
Bei Cylindrotheca fusiformis wurden die Silaffine genannten wichtigen Siliziumdioxid-Abscheidungsproteine erstmals entdeckt.
Cylindrotheca closterium spielt, wie sich seit 2020 abzeichnet, eine bedeutende Rolle im Kohlenstoffkreislauf der Ozeane.
Es wird angenommen, dass die Schleimproduktion während Cylindrotheca-Blüten für Fische und Fischerei schädlich sein kann.

## Artenliste
Artenliste (Stand 9. Dezember 2024):
Gattung Cylindrotheca L. Rabenhorst, 1859, nom. cons.(A,N,T,?W)
0i[Ceratoneis C. G. Ehrenberg, 1839(A,?W)]
- Cylindrotheca brasiliensis H. Lohmann, 1919(??W)
- Cylindrotheca closterium (Ehrenberg) Reimann & J. C. Lewin, 1964(A,N,T,?W)[13][9][10]

[Ceratoneis closterium Ehrenberg, 1839;(A,N,?W) Nitzschia closterium Mereschkowsky, 1901(N,?W) bzw. (Ehrenberg) W. Smith 1853(A), Nitzschiella closterium (Ehrenberg) Rabenhorst 1864(A)]
- Cylindrotheca closterium lineage V(N)
- Cylindrotheca fusiformis Reimann & J. C. Lewin, 1964(A,N,T,?W)
- Cylindrotheca gerstenbergeri Rabenhorst, 1859(??W) (Typusart(A))[11] – gemäß AlgaeBase ist dies ein Synonym von Cylindrotheca gracilis(A)[3]
- Cylindrotheca gracilis (Brébisson ex Kuetzing) Grunow, in Van Heurck 1882(A,N,T,??W)

[Ceratoneis gracilis Brébisson ex Kützing 1849,(A,N) Nitzschiella gracilis (Brébisson ex Kützing) Rabenhorst 1864(A,N)]
- Cylindrotheca signata Reimann & J. C. Lewin, 1964(??W)
- Cylindrotheca sp. (STRAIN N1)(N)
- Cylindrotheca sp. 1BOF(N)
- Cylindrotheca sp. 2BOF(N)
- Cylindrotheca sp. 3BOF(N)
- Cylindrotheca sp. lineage I(N)
- Cylindrotheca sp. lineage II(N)
- Cylindrotheca sp. lineage III(N)
- Cylindrotheca sp. lineage IV(N)

Anmerkungen:
(A) – AlgaeBase
(N) – Taxonomie des National Center for Biotechnology Information (NCBI)
(W) – World Register of Marine Species (WoRMS)
(T) – The Taxonomicon
 ? – unsicher